# Route nationale 11 (Madagaskar)

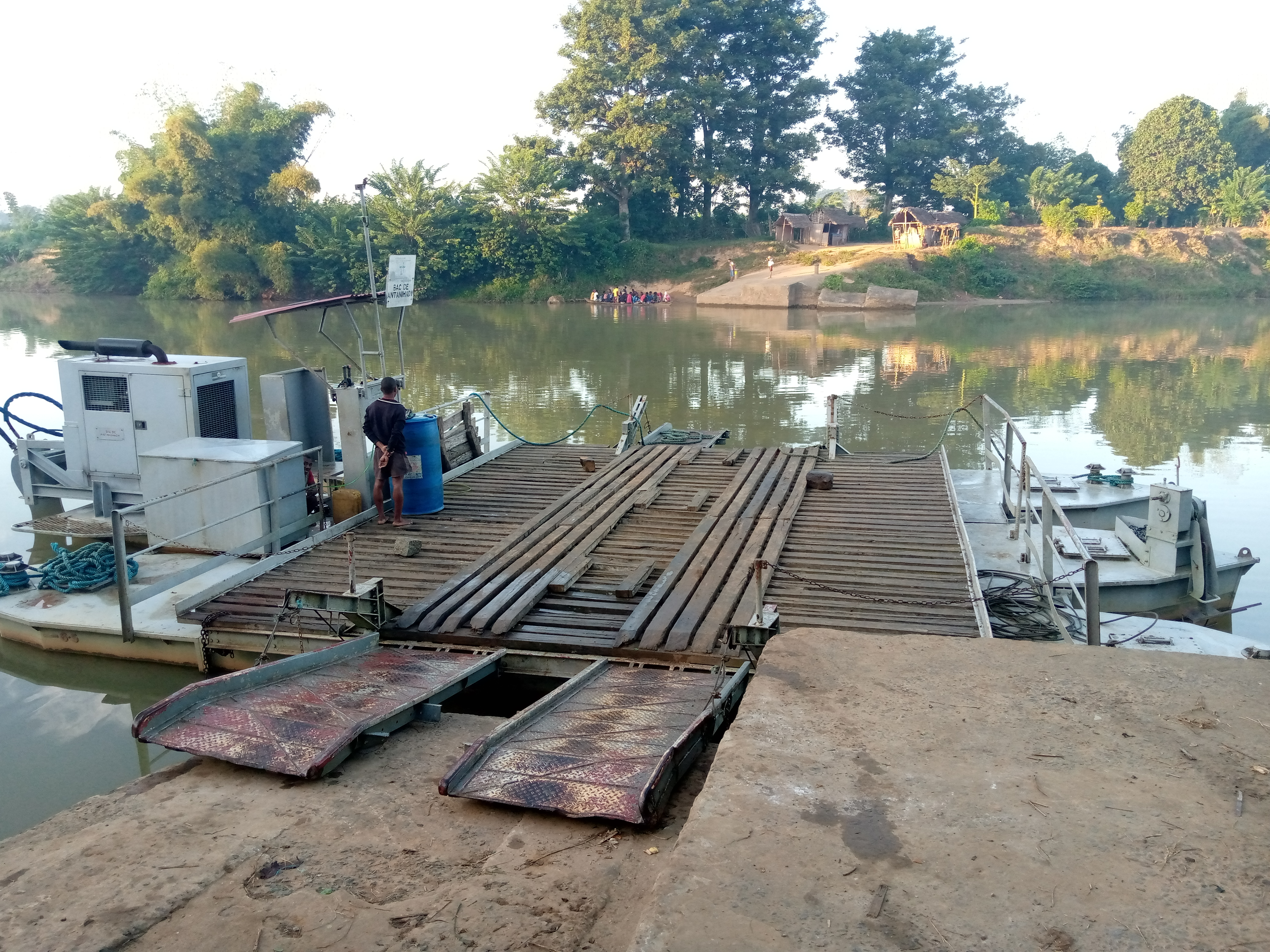
Überquerung des Sakaleona-Flusses mit der Fähre in Antanihady, CR Nosy Varika, auf der Nationalstraße 11 nach Nosy Varika

Die Route nationale 11 (RN 11) ist eine 173 km lange, nicht asphaltierte Nationalstraße in den Regionen Atsinanana und Vatovavy-Fitovinany im Osten von Madagaskar. Sie beginnt am Fluss Mangoro als Verlängerung der RN 11a und führt in südlicher Richtung über Andranotsara und Nosy Varika an die RN 25 in der Nähe von Mananjary. Im Verlauf müssen vier Fähren zur Überquerung von Flüssen genutzt werden.